# Jason Varitek
Jason Andrew Varitek (né le 11 avril 1972 à Rochester, Michigan, États-Unis) est un receveur de baseball qui évolue en Ligue majeure de 1997 à 2011 pour les Red Sox de Boston.
Sélectionné trois fois au match des étoiles (2003, 2005 et 2008), lauréat d'un Gant doré et d'un Bâton d'argent, Varitek a deux fois été champion de la Série mondiale avec les Red Sox de Boston (2004 et 2007). Il est le joueur ayant disputé le plus grand nombre de matchs à la position de receveur dans l'histoire de la franchise.

## Carrière en Ligue majeure
Varitek a joué son premier match le 24 septembre 1997 et n'a eu qu'une présence au bâton, où il a frappé son premier coup sûr en Ligue majeure. En 1998, il n'a joué que la moitié des parties, et a partagé son rôle avec Scott Hattenberg. En 1999, Hattenberg fut transféré aux Athletics d'Oakland et Varitek a joué 144 matchs, avec une moyenne de 0,269, 20 circuits et 76 points produits. En 2000, il n'a frappé que 0,248 avec 10 circuits. En 2001, il s'est blessé et n'a joué que 51 matchs, mais avait une moyenne de 0,293 avec 7 circuits. En 2003, il fut sélectionné pour l'équipe des étoiles de la Ligue américaine avec une moyenne de 0,296, 15 circuits et 51 points produits après la moitié de la saison. Il a fini la saison avec 85 points produits. Il a aussi été sélectionné pour l'équipe des étoiles en 2005, avec une moyenne de 0,281 et 70 points produits à la fin de la saison.
En décembre 2004, après avoir remporté la Série mondiale et signé un tout nouveau contrat de 40 millions de dollars pour quatre ans avec les Red Sox, l'équipe l'honore en le nommant capitaine, un rôle peu usité au baseball. Il est en fait le troisième capitaine de l'équipe depuis 1923 après Carl Yastrzemski et Jim Rice, et l'un des quatre des majeures à ce moment-là (avec Derek Jeter des Yankees, Derrek Lee des Cubs et Paul Konerko des White Sox).
Le 19 septembre 2006, il fut honoré par les Red Sox de Boston lors de son 1000e match comme receveur avec l'équipe. Il a dépassé Carlton Fisk qui avait cumulé 990 matchs pour les Red Sox.
En janvier 2009, il signe un nouveau contrat de deux saisons avec Boston.
Le numéro 33 des Red Sox est peu à peu relégué à un rôle de réserviste après l'arrivée à Boston de Víctor Martínez. Il devient agent libre en novembre 2010. Le 10 décembre, il accepte un nouveau contrat d'un an avec les Red Sox. Il prend sa retraite après la saison 2011.

## Séries éliminatoires
En séries éliminatoires de la Ligue majeure, Varitek a une moyenne au bâton de 0,258, qui est légèrement inférieure à sa moyenne durant la saison régulière. Entre 1999 et 2004, il a aligné 6 séries consécutives avec au moins un coup de circuit. Lors de ses deux apparitions en Série mondiale, il n'a frappé qu'avec une moyenne de 0,250 avec 0 coup de circuit et 7 points produits. Avec les Red Sox, il a remporté deux Séries mondiales en 2004 et 2007.

## Palmarès

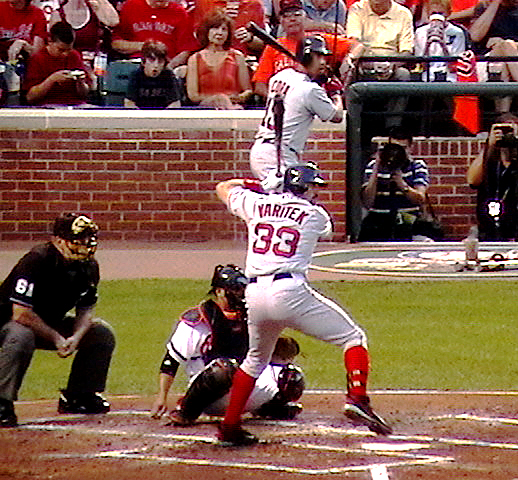
Jason Varitek au bâton en 2008.

- Équipe des étoiles de la Ligue américaine : 2003, 2005, 2008.
- Bâton d'argent (receveur) : 2005
- Gant doré : 2005
- Vainqueur de la Série mondiale avec les Red Sox : 2004, 2007